# Saccharomyces arboricola
Saccharomyces arboricola är en svampart som beskrevs av F.Y. Bai & S.A. Wang 2008. Saccharomyces arboricola ingår i släktet Saccharomyces och familjen Saccharomycetaceae.   Inga underarter finns listade i Catalogue of Life.